# Trimeresurus mutabilis
Trimeresurus mutabilis es una especie de serpiente venenosa de la familia Viperidae.

## Distribución geográfica
Es endémica de las islas Nicobar centrales, pertenecientes a la India.

## Estado de conservación
Se encuentra amenazada por la pérdida de su hábitat natural.